# دستور سوئیچ
سوئیچ (به انگلیسی: Switch) دستوری در برنامه‌نویسی رایانه است که از میان چند دستور یکی را انتخاب و اجرا می‌کند. در مواقعی که بیش از سه انتخاب برای اجرای دستورالعمل‌های مختلف داریم استفاده از این دستور کار برنامه نویسی را آسان خواهد کرد. فرم کلی یک دستور سوئیچ در زبان سی، جاوا و پی‌اچ‌پی به شکل زیر است:
```
switch (n) {
 case 0:
   <statement 0>;
   break;
 case 1:
 case 2:
  <statement 2>;
   break;  
 default:
   <statement n>;
   break;
}
```